# Elezioni politiche a San Marino del 2008
Le elezioni politiche a San Marino del 2008 si tennero il 9 novembre per il rinnovo del Consiglio Grande e Generale.

## Sistema elettorale
Erano elettori tutti i cittadini sammarinesi che avessero compiuto i 18 anni.

## Risultati
| PDCS - EPS - AL                            | 6 692  | 31,91 | 22 |  |  |  |
| Alleanza Popolare                          | 2 415  | 11,52 | 7  |  |  |  |
| Nuovo Partito Socialista - Noi Sammarinesi | 1 317  | 6,28  | 4  |  |  |  |
| Unione Sammarinese dei Moderati            | 874    | 4,17  | 2  |  |  |  |
| Voti alla sola coalizione                  | 73     | 0,35  | –  |  |  |  |
| Totale Patto per San Marino                | 11 371 | 54,22 | 35 |  |  |  |
| Partito dei Socialisti e dei Democratici   | 6 702  | 31,96 | 18 |  |  |  |
| Sinistra Unita                             | 1 797  | 8,57  | 5  |  |  |  |
| Movimento dei Democratici di Centro        | 1 037  | 4,94  | 2  |  |  |  |
| Voti alla sola coalizione                  | 65     | 0,31  | –  |  |  |  |
| Totale Riforme e Libertà                   | 9 601  | 45,78 | 25 |  |  |  |
| Totale                                     | 20 972 | 100   | 60 |  |  |  |
|                                            |        |       |    |  |  |  |
| Voti non validi                            | 834    | 3,82  |    |  |  |  |
| Votanti                                    | 21 806 | 68,48 |    |  |  |  |
| Elettori                                   | 31 845 |       |    |  |  |  |

## Consiglieri eletti
| Coalizione | Coalizione                                  | Partiti | Partiti                                                              | Partiti                                        | Partiti                                        |
| --- | ------------------------------------------- | --- | -------------------------------------------------------------------- | ---------------------------------------------- | ---------------------------------------------- |
| | Coalizione Patto per San Marino (seggi: 35) | PDCS - EPS - AL (seggi: 22) | AP (seggi: 7)                                                        | NPS - NS (seggi: 4)                            | USM (seggi: 2)                                 |
| - Gian Carlo Venturini - Pasquale Valentini - Gabriele Gatti - Fabio Berardi - Claudio Podeschi - Marco Gatti - Gian Marco Marcucci - Clelio Galassi - Pier Marino Menicucci - Gian Franco Terenzi - Marco Conti - Giovanni Francesco Ugolini - Filippo Tamagnini - Claudio Muccioli - Italo Righi - Teodoro Lonfernini - Luigi Mazza - Oscar Mina - Nicola Selva - Edda Ceccoli - Francesco Mussoni - Alessandro Scarano | Coalizione Patto per San Marino (seggi: 35) | - Antonella Mularoni - Valeria Ciavatta - Mario Lazzaro Venturini - Tito Masi - S.E. Assunta Meloni - Roberto Giorgetti - Alberto Selva | - Marco Arzilli - Augusto Casali - Maria Luisa Berti - Massimo Cenci | - Romeo Morri - Glauco Sansovini               |                                                |
| | Coalizione Riforme e Libertà (seggi: 25)    | PSD (seggi: 18) | Sinistra Unita (seggi: 5)                                            | Movimento dei Democratici di Centro (seggi: 2) | Movimento dei Democratici di Centro (seggi: 2) |
| - Paride Andreoli - Fiorenzo Stolfi - Silvia Cecchetti - Marino Riccardi - Mauro Chiaruzzi - Germano De Biagi - Giuseppe Maria Morganti - Simone Celli - Claudio Felici - Paolo Crescentini - Federico Pedini Amati - Mirco Tomassoni - Alessandro Mancini - Denise Bronzetti - Stefano Macina - Iro Belluzzi - Alfredo Manzaroli - Gian Carlo Capicchioni                                                                | Coalizione Riforme e Libertà (seggi: 25)    | - Alessandro Rossi - Francesca Michelotti - Ivan Foschi - Enzo Colombini - Vanessa Muratori                                             | - Giovanni Lonfernini - Pier Marino Mularoni                         | - Giovanni Lonfernini - Pier Marino Mularoni   |                                                |